# Lonicera macrantha
Lonicera macrantha är en kaprifolväxtart som först beskrevs av David Don och fick sitt nu gällande namn av Kurt Sprengel.
Lonicera macrantha ingår i släktet tryar och familjen kaprifolväxter. Utöver nominatformen finns också underarten Lonicera macrantha heterotricha.